# John Wahlberg

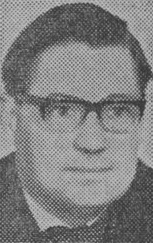
John Wahlberg

John Erik Wahlberg, född 27 juni 1917 i Malmö, död 11 december 2005 i Eslöv, var en svensk arkitekt.
Wahlberg, som var son till arkitekt Ivan Wahlberg och Elsa Lindberg, avlade studentexamen 1940 och utexaminerades från Chalmers tekniska högskola 1946. Han blev arkitekt vid HSB i Stockholm samma år, på länsarkitektkontoret i Luleå 1948, hos privat arkitekt samma år, blev stadsplanearkitekt i Karlskrona stad 1951, stadsarkitekt i Kristinehamns stad 1957 och var distriktsarkitekt i Sunnerbo arkitektdistriktsförbund (med Ljungby stad) från 1959.